# Українсько-бахрейнські відносини
Українсько-бахрейнські відносини — відносини між Україною та Королівством Бахрейн.
Країни встановили дипломатичні відносини 20 липня 1992 року.
Права та інтереси громадян України в Бахрейні захищає Посольство України в ОАЕ.